# Doctor Mora (Guanajuato)
Doctor Mora es una localidad del estado mexicano de Guanajuato. Es la cabecera del municipio de Doctor Mora.

## Toponimia
El nombre de la localidad rinde homenaje a José María Luis Mora, pensador liberal del siglo XIX.

## Demografía
| Gráfica de evolución demográfica |
|                                  |

| Censo | Población |
| ----- | --------- |
| 1900  | 3 179     |
| 1910  | 1 199     |
| 1921  | 912       |
| 1930  | 1 128     |
| 1940  | 1 321     |
| 1950  | 1 286     |
| 1960  | 1 738     |
| 1970  | 1 837     |
| 1980  | 2 061     |
| 1990  | 3 222     |
| 2000  | 4 210     |
| 2010  | 5 140     |
| 2020  | 6 192     |